# Kinas MotoGP 2008
Kinas MotoGP 2008 kördes på Shanghai International Circuit.

## MotoGP
Valentino Rossi tog sin första seger på sju tävlingar, efter att ha dominerat händelserna på Shanghaibanan. Under friträningarna såg Dani Pedrosa och Casey Stoner snabbast ut, men Colin Edwards tog pole. Segraren i den förra deltävlingen i Portugal, Jorge Lorenzo råkade ut för en hemsk krasch under en friträning, då han slog i bägge fötterna illa och satt i rullstol resten av helgen. På något sätt körde han ändå och blev fyra i tävlingen. Så fort tävlingen började satte Rossi upp sitt högsta tempo, och bara Pedrosa orkade följa med, innan det avgörande rycket kom med några varv kvar. Den stora överraskningen var att Marco Melandri lyckades komma femma, efter en mardömslik inledning på sin karriär i Ducati. Han föll dock tillbaka i sina gamla problem redan i nästa tävling.

### Resultat
| Placering | Förare           | Märke    |
| --------- | ---------------- | -------- |
| 1         | Valentino Rossi  | Yamaha   |
| 2         | Dani Pedrosa     | Honda    |
| 3         | Casey Stoner     | Ducati   |
| 4         | Jorge Lorenzo    | Yamaha   |
| 5         | Marco Melandri   | Ducati   |
| 6         | Nicky Hayden     | Honda    |
| 7         | Colin Edwards    | Yamaha   |
| 8         | Toni Elías       | Ducati   |
| 9         | Loris Capirossi  | Suzuki   |
| 10        | Shinya Nakano    | Honda    |
| 11        | Andrea Dovizioso | Honda    |
| 12        | James Toseland   | Yamaha   |
| 13        | Randy de Puniet  | Honda    |
| 14        | John Hopkins     | Kawasaki |
| 15        | Sylvain Guintoli | Ducati   |